# William Hayter (1er baronnet)
William Goodenough Hayter (28 janvier 1792 - 26 décembre 1878) est un avocat britannique et homme politique whig. Il est surtout connu pour ses deux mandats de secrétaire parlementaire du Trésor (whip en chef du gouvernement) entre 1850 et 1852 et 1853 et 1858.

## Jeunesse et éducation
Né à Winterbourne Stoke, Wiltshire, Hayter est le plus jeune fils de John Hayter et Grace, fille de Stephen Goodenough, de Codford (Wiltshire). Il est entré au Winchester College en 1804 et s'est inscrit au Trinity College d'Oxford le 24 octobre 1810 et a obtenu son BA en 1814 .

## Carrière juridique
Hayter est admis au Barreau au Lincoln's Inn, le 23 novembre 1819, et est devenu avocat en équité. Il assiste aux séances du Wiltshire, mais s'est retiré de la pratique après avoir été nommé Conseiller de la reine le 21 février 1839. Il est cependant conseiller de son Inn le 15 avril 1839 et trésorier en 1853 .

## Carrière politique
Le 24 juillet 1837, il est élu député pour Wells et siège dans cette circonscription jusqu'au 6 juillet 1865. En 1839, il vote l'abrogation des Corn Laws aux côtés de Charles Pelham Villiers et est présent à toutes les votes en faveur du libre-échange. Il sert sous Lord John Russell en tant que juge-avocat général du 30 décembre 1847 au 30 mai 1849, date à laquelle il est nommé secrétaire financier au Trésor. En juillet 1850, il est nommé secrétaire parlementaire du Trésor (whip en chef du gouvernement) par Russell, poste qu'il occupe jusqu'en mars 1852, et de nouveau sous Lord Aberdeen et Lord Palmerston de décembre 1852 à mars 1858. Le Dictionary of National Biography déclare que "Lorsque Lord Derby est arrivé au pouvoir en 1852, Hayter a organisé les rangs désordonnés du parti libéral avec grand succès, et dans les gouvernements suivants de Lord Aberdeen et Lord Palmerston, ses pouvoirs se sont développés et sa réputation n'a cessé d'augmenter.".
Il est admis au Conseil privé le 11 février 1848  et créé baronnet, de South Hill Park dans le comté de Berkshire, le 19 avril 1858. Trois ans plus tard, le 27 février 1861, Lord Palmerston et 365 membres de la Chambre des communes lui ont remis un service d'assiette lors d'un banquet dans Willis's Rooms  selon le Dictionary of National Biography "en souvenir de la courtoisie, de l'équité et de l'efficacité avec lesquelles il avait rempli ses fonctions pendant de nombreuses années en tant que "whip" libéral".
Il ne s'exprime pas beaucoup au Parlement, mais participe à des débats sur des questions à sa connaissance. Il est membre du comité de l'enquête de Lord Denman sur la gestion des bois et des forêts, ainsi que président du comité sur le projet foncier de Feargus O'Connor.
Outre sa carrière politique et juridique, Hayter s'intéresse à l'agriculture. Selon le Dictionary of National Biography, "sa ferme, Lindsay, près de Leighton, dans le Buckinghamshire, est maintenue au plus haut niveau de culture et est un modèle d'économie et de gestion rentable". Il est également membre du conseil de la Société agricole depuis ses débuts en 1838.

## Famille
Hayter épouse Anne, fille aînée de William Pulsford, de Linslade, Buckinghamshire, le 18 août 1832. En 1878, il fait une dépression et le 26 décembre, il est retrouvé noyé dans un petit lac dans le parc de sa résidence, South Hill Park, Easthampstead, Berkshire, à l'âge de 86 ans. Il est enterré à Easthampstead le 2 janvier 1879 et est remplacé comme baronnet par son fils unique Arthur Hayter (1er baron Haversham), qui est élevé à la pairie en tant que baron Haversham en 1906. Lady Hayter est décédée à Londres le 2 juin 1889, à l'âge de 82 ans .